# 丹巴德
丹巴德是位於印度賈坎德邦的城市。丹巴德以煤礦而聞名，是世界人口增長第96快的都市。據2011年的人口普查，丹巴德是印度人口第42多的城市，也是印度53個人口超過百萬的城市之一。丹巴德的交通也十分發達。塔塔鋼鐵公司和丹巴德有密切的關係，對丹巴德城市的發展做出了頗多貢獻。氣候炎熱多濕。

## 经济
丹巴德以其煤矿及工业闻名，有“印度煤都”之称。该城有112座正在开采的煤矿，每年产出2.75亿吨煤，为重要收入来源。
该城亦以其发电站及其矿产学校（Indian School of Mines）出名，矿产学校有来自全印度的学生。

## 外部連結
- Website of the city of Dhanbad（页面存档备份，存于）
- Dhanbad City
- Dhanbad travel guide（页面存档备份，存于）
- 维基导游上有關丹巴德的旅行指南